# Thurbo RABe 526.2
De RABe 526.2 is een elektrisch treinstel van het Stadler Rail type GTW met lagevloerdeel bestemd voor het regionaal personenvervoer van de Regionalverkehr Mittelland (RM), sinds 2006 onderdeel van de BLS. Sinds 2013 overgenomen door SBB en sinds 2018 ondergebracht bij SBB dochteronderneming Thurbo AG.

## Geschiedenis
Deze treinen zijn in de 20e eeuw door Stadler Rail ontwikkeld. De treinen zijn modulair gebouwd. De treinen werden door Regionalverkehr Mittelland (RM) besteld bij Stadler Rail. In 2006 fuseerden de Regionalverkehr Mittelland (RM) met de Berner Alpenbahngesellschaft BLS en gingen verder als BLS AG. De treinstellen van het type RABe 2/6 werden inmiddels verlengd met een rijtuig tot het type RABe 2/8. In januari 2010 werd bekend dat deze treinstellen aan de Schweizerische Bundesbahnen (SBB) werden verkocht. Door concessie ruil worden de treinstellen door SBB per 15 december 2013 op trajecten rond Luzern ingezet. De treinstellen gaan per 1 januari 2018 over naar Thurbo AG.

## Constructie en techniek
Het treinstel is opgebouwd uit een aluminium frame. Het treinstel heeft een lagevloerdeel. Deze treinstellen kunnen tot drie stuks gecombineerd rijden. De treinstellen zijn uitgerust met luchtvering.

## Treindiensten
Deze treinen worden door BLS Lötschbergbahn ingezet op de volgende trajecten:
- Solothurn - Sonceboz-Sombeval, Solothurn - Moutier - Sonceboz-Sombeval
- Solothurn - Bern, S44-Bern Solothurn - Burgtorf - Bern

Deze treinen worden door Schweizerische Bundesbahnen (SBB) ingezet op de volgende trajecten:
- S-Bahn van Luzern

Deze treinen worden door Schweizerische Bundesbahnen (SBB) vanaf december 2013 ingezet op de volgende trajecten:
- Biel/Biene - Sonceboz-Sombeval,
- Sonceboz-Sombeval - Solothurn,
- Sonceboz-Sombeval - La Chaux-de-Fonds,

## Foto's

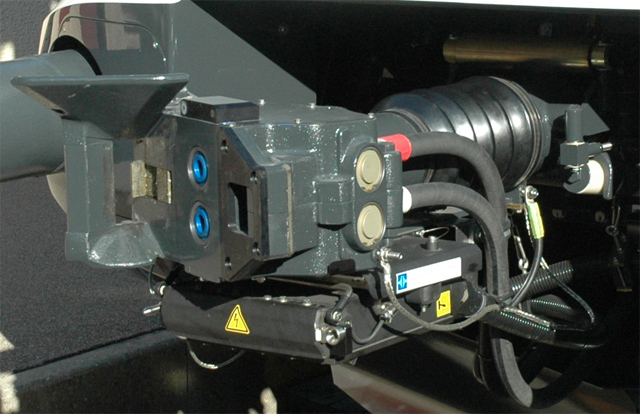
Schwab-Koppeling type FK-15-12

de voormalige spoorwegondernemingen Berner Alpenbahngesellschaft (BLS) en Regionalverkehr Mittelland (RM)